# チョスバル
チョスバル（モンゴル語: Čosbal、中国語: 搠思班、生没年不詳）は、モンゴル帝国の第5代皇帝クビライ・カアンの庶子の西平王アウルクチの孫で、モンゴル帝国の皇族。『元史』などの漢文史料では搠思班(shuòsībān)、『集史』などのペルシア語史料ではشاسگبه(shāsgba)と記される。

## 概要
チョスバルはアウルクチの子でチベット方面の経略を委ねられたテムル・ブカの息子として生まれ、「鎮西武靖王」の地位を得て父の活動を継承した。
クルク・カアン（武宗カイシャン）、ブヤント・カアン（仁宗アユルバルワダ）、ゲゲーン・カアン（英宗シデバラ）の3人の皇帝の治世においてチベット方面の平定に尽力し、叛乱を起こした諸族を討伐したことが記録されている。

## アウルクチ西平王家
- セチェン・カアン（世祖クビライ）
  - 西平王アウルクチ（A'uruγči ＞奥魯赤/àolŭchì,اوغروقچى/ūghrūqchī）
    - 鎮西武靖王テムル・ブカ（Temür Buqa ＞鉄木児不花/tiĕmùér bùhuā,تیمور بوقا/tīmūr būqā）
      - 雲南王ラオディ（Laodi ＞老的/lǎode）
      - 鎮西武靖王チョスバル（Čosbal ＞搠思班/shuòsībān,شاسگبه/shāsgba）
        - キバ大王（Kiba ＞乞八/qǐbā）
        - イリンジバル大王（Irinjibar ＞亦只班/yìzhǐbān）

    - 西平王バディマディガ（Badimadiga/Iǰil Buqa ＞八的麻的加/bādemádejiā,ایجىل بوقا/yījīl būqā）

チョスバルの娘は、高麗第28代王忠恵王に降嫁した亦憐真班。